# 小塞朗
小塞朗（法語：Le Petit-Celland，法語發音：[lə pəti sɛlɑ̃]）是法国芒什省的一个市镇，与大塞朗相邻，属于阿夫朗什区。

## 地理
小塞朗（48°41'46"N, 1°12'36"W）面积6.57 平方千米，位于法国诺曼底大区芒什省，该省份为法国西北部沿海省份，西、北、东北三面环大西洋，东起顺时针与卡爾瓦多斯省、奧恩省、马耶讷省和伊勒-维莱讷省接壤。
与小塞朗接壤的市镇（或旧市镇、城区）包括：韦尔尼、布雷塞、大塞朗、圣奥万、塞河畔蒂尔皮耶。

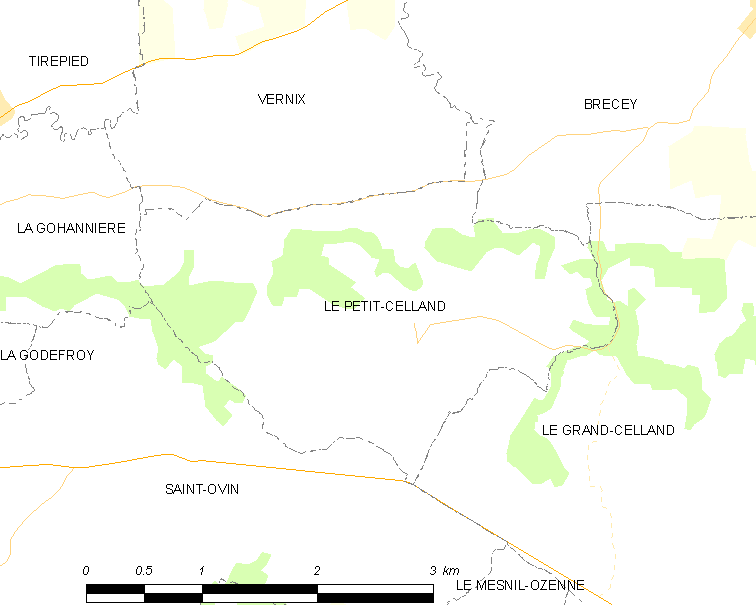
小塞朗的OSM定位图

小塞朗的时区为UTC+01:00、UTC+02:00（夏令时）。

## 行政
小塞朗的邮政编码为50370，INSEE市镇编码为50399。

## 政治
小塞朗所属的省级选区为伊西尼-勒比阿县。

## 人口

1962-2008年间小塞朗人口变化图示

小塞朗于2022年1月1日时的人口数量为175人。